# Zur Interpretation der Natur (1754)

Büste des Denis Diderots von Jean Baptiste Pigalle, (1777)

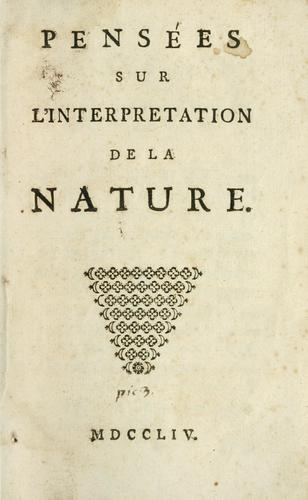
Titelseite aus den Pensées sur l’interprétation de la nature, Amsterdam (1754) von Denis Diderot

Als Ergebnis der Auseinandersetzung mit den wissenschaftsmethodologischen und philosophischen Problemen seiner Zeit veröffentlichte Denis Diderot im Jahre 1753 die erste Fassung seiner Monographie unter dem Titel Von der Interpretation der Natur (der Originaltitel lautete im Französischen De l’interprétation de la nature). Im Frühjahr 1754 wurde dann eine zweite Fassung die Pensées sur l’interprétation de la nature oder Gedanken über die Interpretation der Natur (1754) verfasst.
In seinen Monographien führte er zu Beginn an, dass die Naturwissenschaften den Zustand eines ausschließlichen Vorherrschens eines einzig mathematisch-physikalischen Weltbildes überwinden werde.
Weitere wichtige Schriften, die sich mit dem Themenkomplex über die Natur auseinandersetzen, sind in Le rêve de D’Alembert (1769) und den Éléments de physiologie (1773–1774) niedergelegt.

## Allgemeines und Einflüsse
Am Anfang der Pensées sur l’interprétation de la nature wurde von Diderot ein Zitat aus dem Werk De rerum natura des römischen Dichters und Philosophen Titus Lucretius Carus, kurz Lukrez genannt, vorangestellt. Im Lehrgedicht dieses römischen Epikureers wird die Vorstellung formuliert, dass alle wahrnehmbaren Dinge kleinsten „Atomen“ zuzuschreiben seien. Als Voraussetzung für eine Entwicklung sah Lukrez aber noch die unabdingbare „Leere“ zwischen den Atomen an, durch sie sei „Bewegung“ erst möglich. Für das was die Welt sei, oder für die Entstehung der Welt nahm Lukrez die Bewegung der Atome als entscheidend an. Auch bei Diderot wird die Bewegung von Materie als ein entscheidendes Agens des Werdens gesehen.
Diderot begreift hier aber auch die Natur als ein umfassendes mechanisches System, das nach exakten Gesetzen funktioniert. So habe die ausschließliche Idee einer Quantifizierbarkeit der Natur zu einem Verlust der qualitativen Vielfalt geführt. Es war ein Plädoyer für das Prinzip des Experiments im Sinne von Francis Bacon Experimental Philosophy und gegen die rationalen Naturerklärungen der Kartesianer, das heißt der rationalistischen Denker im Gefolge von René Descartes.
Für Bacon standen verfälschende Vorstellungen (Idole) einer Naturerkenntnis dem erkennenden Menschen als Hindernis im Wege, so im De verulamio novum organum scientiarum aus dem Jahre (1620) dargelegt. Um zur wahren Erkenntnis, zur wahren Einsicht in die Natur der Dinge zu gelangen, müsse der Erkennende die Trugbilder mittels der Induktion auflösen. Dabei sei die Induktion planmäßig auszuführen, mit geordneten Wahrnehmungen und gezielten Experimenten. Im Übrigen wurde Francis Bacons Werk, ähnlich der Diderot’schen Monographie, im Wesentlichen durch nummerierte Aphorismen bestimmt, welche die Notwendigkeit eines unvoreingenommenen wissenschaftlichen Erkennens betonen.
Im Gegensatz zur Francis Bacon aber, dem konsequenten Empiristen, der auch die Intuition und den Analogieschluss als Quellen für die Erkenntnis ablehnte, hob Denis Diderot diese Erkenntnistechniken als wichtige Vorgehensweisen hervor. Aus den gesammelten Erfahrungen (Beobachtung) werden durch ein auswählendes Zusammenstellen oder Neukombination die Erfahrungsinhalte zu Hypothesen (Reflexion), deren Aussagewert durch das Prüfen im Versuch sich bestätigt oder negiert (Experiment). Man gelangt deshalb nur zur Wahrheit wenn Wahrnehmungsinhalte von den Sinnen zur Reflexion und über die Reflexion und dem Experiment wieder zu den Sinnen kommen. Erkenntnis ist für Diderot ein permanentes in sich und aus sich Herausgehen; vergleiche auch Falsifikation. Diderot zeigt hier eine gewisse Nähe zu den Überlegungen von Francis Bacon, für den wirkliche Erkenntnis die reale Abbildung der Natur sei, ohne verfälschende Vorstellungen oder Idole, geht aber einen Schritt über diesen hinaus, indem er dem Aspekt der Reflexion oder Hypothesenbildung eine größere Bedeutung zuspricht, welche sich aber im Versuch zu beweisen hätte.
Mit Georges-Louis Leclerc de Buffon zeigen sich folgende Übereinstimmungen in der Auffassung zur Naturlehre; so stellt sich auch de Buffon, ein Wissenschaftler und Schriftsteller, gegen eine rein cartesische und mathematische Auffassung von Wissenschaft.
Die Pensées sur l’interprétation de la nature waren Denis Diderots erstes kohärentes naturwissenschaftliches Werk. In der Auseinandersetzung mit den Positionen um de Buffon oder de Maupertuis löste auch Diderot die zuvor klar gezogene Grenzlinie zwischen der vegetabilischen und animalischen Natur auf, zieht den Bogen aber insofern noch weiter, so dass er schließlich keine prinzipielle Scheidung zwischen belebter und unbelebter Materie mehr sah. Schließlich wird von Diderot auch ein stufenförmiges Entwicklungsmodell zugrunde gelegt (vgl. hierzu den aristotelischen Gedanken einer Scalae Naturae) und indem er die Vorstellung de Maupertuis aus dessen Essai sur la formation des corps organisés (1754) aufgreift, werden den Molekülen der Materie schon eine sensibilité zugesprochen. Obgleich nicht in der ausgereiften Konzeptualisierung einer sensibilité universelle, wie sie in den Jahren zwischen 1754 und 1765 ausformuliert worden war, sondern noch in der begrifflichen Anlehnung an den scholastischen Terminus einer âme sensitive. Hierdurch gelingt ihm aber schon zunehmend der Bogenschluss der Idee eines Bewegens und Entwickelns von anorganisch-unbelebter zur organisch-belebten Materie.

## Autorschaft und Rezeption
Das philosophische Werk erschien 1753 in einer ersten Fassung und dokumentierte den beginnenden Zerfall seiner Freundschaft zwischen ihm und dem Enzyklopädisten und Mathematiker Jean-Baptiste le Rond d’Alembert infolge unterschiedlicher philosophischer Auffassungen.
So griff er in seiner Monographie die Mathematik und damit indirekt die Haltung von d’Alembert an, dass die wichtigste Wissenschaft die Mathematik sei, weil diese eine auf alle anderen Fachgebiete anwendbare Wissenschaft wäre.
Er verwarf die Bestrebungen der führenden Mathematiker, darunter d’Alembert, Probleme immer mehr zu abstrahieren und forderte stattdessen, dass die Nützlichkeit das erste Kriterium einer jeden Wissenschaft sein sollte. Nach Diderots Voraussage solle die Mathematik binnen der nächsten hundert Jahre eine tote Wissenschaft sein.
Die Chemie, die (Experimental-)Physik und die Biologie waren seiner Meinung nach die eigentlichen zukunftsträchtigen Wissenschaften. Diderot sammelte unmittelbare Erfahrungen mit der Chemie seiner Zeit. So besuchte er in den Jahren 1754 bis 1757 regelmäßig die Vorlesungen und Experimentalkurse von Guillaume-François Rouelle im Jardin du Roi. Zu Fragen aus der Biologie konsultierte er Georges-Louis Leclerc de Buffon.

## Aufbau
Das Werk gliedert sich in zwei Teile, der erste Teil mit der Titelüberschrift "An die Jünglinge, die sich zum Studium der Naturphilosophie entschließen"  Aux jeunes gens qui se disposent à l’étude de la philosophie naturelle wird gefolgt von überschriftslosen, aphorismenartigen Abschnitten von I bis XXIII.
Der Abschnitt XXIV  wurde wiederum mit einer Überschrift "Grundriss der experimentellen Physik", Esquisse de la physique expérimentale versehen, nun folgen erneut überschriftslose Abschnitte von XXV  bis XXXI. Die nächsten Abschnitte von XXXII bis XXXVII, werden als "Beispiele Erste Reihe von Vermutungen" bis sechste Reihe von Vermutungen, Exemples (Conjectures de I à VIII)  tituliert.
Dann von XXXVIII bis L weitere überschriftslose Abschnitte, ab LIV  "Von der Wahl der Gegenstände", De la distinction des objets LV "Von den Hindernissen", Des obstacles LVI a  "Von den Ursachen", Des causes. LVI b  "Von den letzten Ursachen", Des causes finales LVII  "Von einigen Vorurteilen", De quelques pré jugés.  und LVIII "Fragen", Questions.  sowie zum Schluss "Gebet" Prière.
Dann der zweite Teil ohne weitere Untergliederungen "Philosophische Grundsätze über Materie und Bewegung", Principes philosophiques sur la materière et le mouvement.
Das „Gebet“ Prière welches in den zeitgenössischen Ausgaben am Ende der Monographie zu finden ist, wurde ab dem Jahre 1773 in den Collection complette des œuvres philosophiques, littéraires et dramatiques in das Werk aufgenommen. Dabei wurde die Autorenschaft des Denis Diderots mehrfach in Zweifel gezogen.
| Erster Teil      | Aux jeunes gens qui se disposent à l’étude de la philosophie naturelle. | An die Jünglinge, die sich zum Studium der Naturphilosophie entschließen. |
| I bis XXIII      | "Sections"                                                              | "aphorismenartige Abschnitte"                                             |
| XXIV             | Esquisse de la physique expérimentale.                                  | Grundriss der experimentellen Physik.                                     |
| XXV bis XXXI     | "Sections"                                                              | "aphorismenartige Abschnitte"                                             |
| XXXII bis XXXVII | Exemples (Conjectures de I à VIII).                                     | Beispiele (Reihe von Vermutungen I bis VIII).                             |
| XXXVIII bis L    | "Sections"                                                              | "aphorismenartige Abschnitte"                                             |
| LI               | De l’impulsion d’une sensation.                                         | Über den Impuls zu einer Empfindung.                                      |
| LII              | Des instruments et des mesures.                                         | Instrumente und Maßnahmen.                                                |
| LIII             | "Section"                                                               | "aphorismenartiger Abschnitt"                                             |
| LIV              | De la distinction des objets.                                           | Von der Wahl der Gegenstände.                                             |
| LV               | Des obstacles.                                                          | Von den Hindernissen.                                                     |
| LVI a            | Des causes.                                                             | Von den Ursachen.                                                         |
| LVI b            | Des causes finales.                                                     | Von den letzten Ursachen.                                                 |
| LVII             | De quelques préjugés.                                                   | Von einigen Vorurteilen.                                                  |
| LVIII            | Questions.                                                              | Fragen.                                                                   |
|                  | Prière.                                                                 | Gebet                                                                     |
| Zweiter Teil     | Principes philosophiques sur la materière et le mouvement.              | Philosophische Grundsätze über Materie und Bewegung.                      |

## Inhalt

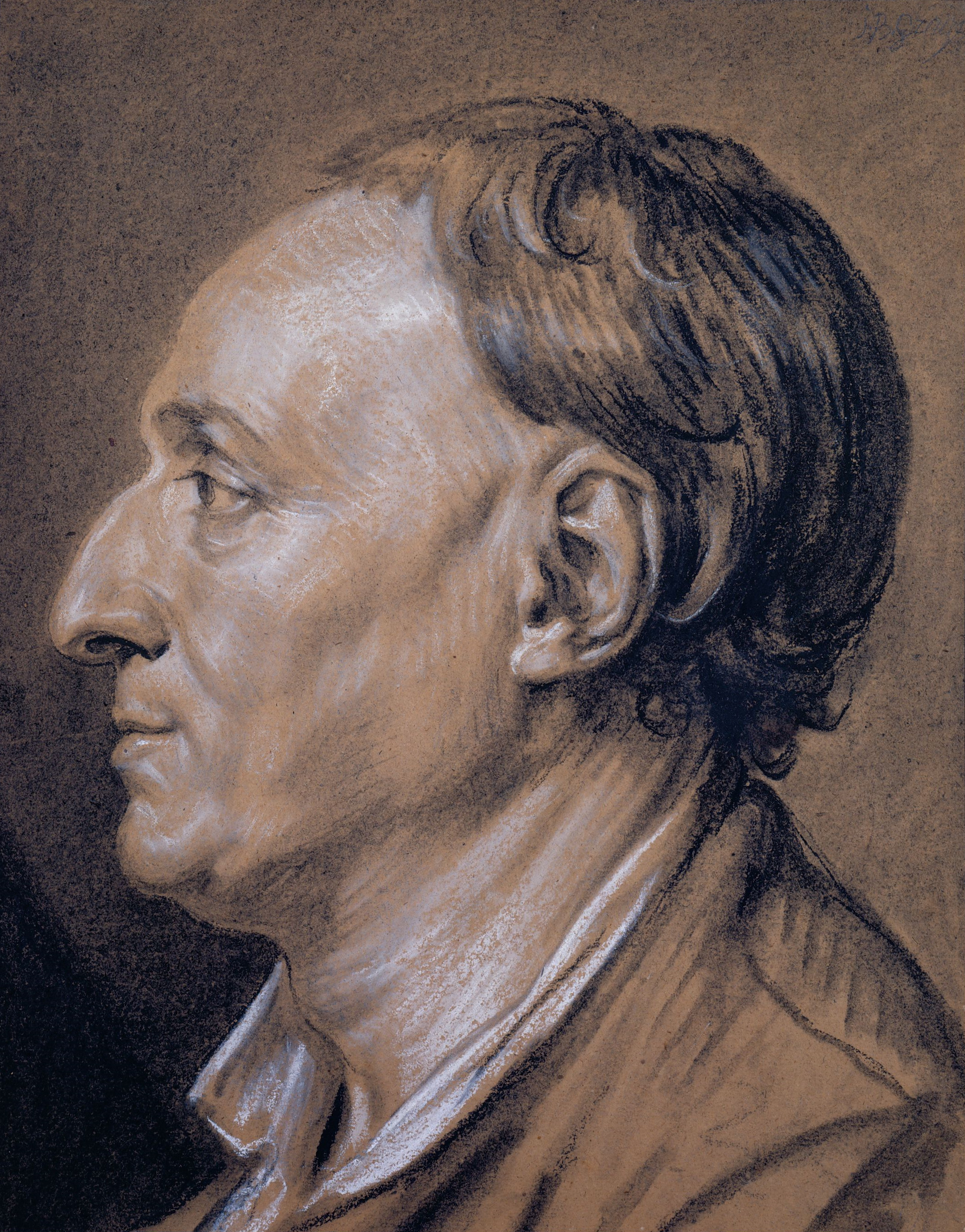
Porträt von Denis Diderot (1713–1784), Kreidezeichnung aus dem Jahre 1766 von Jean-Baptiste Greuze

Diderot skizziert in seinen Pensées sur l’interprétation de la nature eine Methodologie, die auf der Beobachtung der erfahrbaren Realität jeweils vorübergehende Hypothesen aufstellt, welche dann ihrerseits Ausgangspunkt für weitere wissenschaftliche Fragen sein sollen. Für Diderot war die Natur als Ganzes eine unbegrenzte und alles ermöglichende Welt der Übergänge und Metamorphosen, die sich allesamt in grenzenlosen Zeiträumen vollziehen.
Er sah den Erkenntnisprozess als eine Wechselwirkung zwischen Beobachtung, kombinierender Reflexion und Experiment.
Die Welt war für ihn grundsätzlich erkennbar, agnostizistische Haltungen teilte er nicht. Er war in diesem Sinne Empiriker. Erkenntnis wurde von ihm ähnlich der Überlegungen von Francis Bacon, John Locke oder auch Étienne Bonnot de Condillac auf das Erfahren von Sinneseindrücken zurückgeführt. Aus deren Verarbeitung generierten sich dann die Vorstellungen. Verarbeiten und Vergleichen dieser Sinneseindrücke setzten ein Gedächtnis voraus. Eine weitere Fähigkeit sieht Diderot in der Imagination.
Weiter floss in seine Pensées sur l’interprétation de la nature auch eine kritische Würdigung der philosophischen Positionen des Pierre-Louis Moreau de Maupertuis ein, welcher seine Ansichten im Système de la nature ou Essai sur les corps organisés – zunächst 1751 in lateinischer Sprache als Dissertatio inauguralis metaphysica de universali naturae systemate und unter dem Pseudonym Dr. Baumann – publizierte und der sich dort mit der Leibnizschen Monadenlehre und ihrer Bedeutung für die Naturphilosophie auseinandergesetzt hatte.
Aber auch auf die Arbeiten von Georges-Louis Leclerc de Buffon und Louis Jean-Marie Daubenton, in ihrer „Allgemeine und spezielle Geschichte der Natur“, Histoire naturelle générale et particulière (1749) niedergelegt, nahm er Bezug und verknüpfte deren Ergebnisse mit seinen Reflexionen.
Dieser gewissermaßen aphorismenartig, in kurzen Artikeln, gegliederte Text legt der Erkenntnis drei Werkzeuge zu Grunde, so die Naturbeobachtung, die Reflexion und das wissenschaftliche Experiment. In dieser Vorgehensweise war er der Philosophie von John Locke und Isaac Newton verbunden, siehe Artikel XV

„Ein Schwerpunkt der von Diderot in den Pensées sur l’interprétation de la nature entworfenen Methodologie besteht darin, auf der Basis der Beobachtung der empirischen Realität jeweils provisorische Hypothesen aufzustellen, die Ausgangspunkt neuer wissenschaftlicher Fragestellungen und Forschungsobjekte sein sollen, jedoch immer explizit als approximative, als durch die Forschung wieder zu überschreitende gesetzt werden. Derselbe relative Gültigkeitsanspruch gilt auch bei Diderot für die philosophischen Theorien, die einen Gesamtentwurf als Synthese der Forschungsergebnisse der Naturwissenschaften bieten sollen, jedoch ebenfalls wieder gemäß dem prinzipiell immer offenen Fortgang der Wissenschaften nur Haltepunkte des Denkens, niemals Endpunkte sein dürfen. […] Ein wesentliches Merkmal der von Diderot postulierten Methode für die Naturforschung besteht darin, den Wert der Hypothesen, der Gesamttheorien, selbst der Spekulationen gegenüber dem von Newtons Postulat ‚Hypotheses non fingo‘ [bedeutet sinngemäß: in der Experimentalphilosophie gibt es keine Unterstellungen] geprägten Denkmodell seiner Zeitgenosssen wieder zu rehabilitieren, die Hypothesen in einen methodischen Kontext mit Beobachtung und Experiment zu stellen.“

Am Anfang der Interpretationen stellte Diderot ein Zitat aus dem Werk De rerum natura von Titus Lucretius Carus, kurz Lukrez genannt.

„(…) Quæ sunt in luce tuemur E tenebris. Lucret. De Rerum natura, lib. VI.“

(Übersetzung aus dem Lateinischen: Aus der Dunkelheit heraus sehen wir was Licht ist.)
Dabei änderte Diderot das ursprüngliche Zitat des epikureischen Dichterphilosophen, denn im ursprünglichen Text heißt es E tenebris autem quae sunt in luce tuemur. Was also bei Lukrez am Anfang steht, wird bei Diderot an das Ende des Satzes platziert.
Durch die Umstellung der hypotaktisch gegliederten Aussage entsteht eine zum Original von Lukrez verschiedene Akzentuierung des Bedeutungsinhaltes. Während jener in dieser Allegorie betont, dass man aus der Dunkelheit heraus sehen kann, was Licht ist; gelangt man bei Diderot zu der Interpretation, dass Licht oder das Beleuchtet-sein des zu betrachtenden Objektes eine Voraussetzung des Sehens ist.
Im Artikel XXIV Grundriß der experimentellen Physik benennt und beschreibt Diderot deren Umfang und deren Aufgaben „(…) die experimentelle Physik beschäftigt sich im allgemeinen mit der Existenz, den Eigenschaften und dem Gebrauch“ und definiert in der Folge diese und weitere daraus abgeleitete Begriffe. Im Artikel XXIII differenziert er die Arten von Philosophie, „(…) Wir haben zwei Arten der Philosophie unterschieden: experimentelle und rationale Philosophie.(…)“. In den nachfolgenden Artikel wurde aus beiden Aphorismen eine synthetische Schlussfolgerung gesucht. Ab Artikel XXXI werden Beispiele und daraus abgeleitet Vermutungen formuliert. Die experimentelle Philosophie wäre die gewissermaßen auf die Erfahrung gegründete Philosophie.
1749 kam die schon genannte philosophische Schrift Lettre sur les aveugles („Brief über die Blinden“) heraus, worin Diderot, ausgehend von der These, dass ein blind Geborener keine Möglichkeit habe, die Existenz Gottes zu erdenken, dessen Existenz überhaupt bezweifelt. 1751 trug er bei zu einer Grundlegung der philosophischen Ästhetik mit der Lettre sur les sourds et muets („Brief über die Taubstummen“). Im gleichen Jahr wurde er neben d’Alembert in die Berliner Akademie der Wissenschaften aufgenommen.

### Biologische Aspekte
Diderot schrieb im in seiner Monographie unter LVIII Fragen:

„(…) Im Tier- und Pflanzenreich nimmt ein Individuum sozusagen doch einen Anfang, wächst, dauert, verfällt und vergeht. Sollte es bei ganzen Arten nicht ebenso sein?“

Diderot zeigte sich in seinen insbesondere philosophischen Schriften von der Idee der Entwicklung geradezu begeistert, eine Idee, die das gesamte Universum einbeziehe. Aus dem materiellen Substrat entstehe alles Leben. Materie kann damit auch lebendige Materie sein, die damit Lebendiges und Empfindendes zu entwickeln im Stande sei, aber ohne in dieser Entwicklung oder Hervorbringung eine finale Kausalität anzunehmen. In der letzthin Unzugänglichkeit dieser Finalität zeigt sich dann auch das menschliche Unvermögen Natur nach seiner eigenen Maßgabe zu verstehen, in der Annahme, in dieser Unzulänglichkeit liege dann auch das Verbot, die Natur unter der Vernunft und den Willen eines Gottes zu subsumieren. Gott wäre somit als ein ins Unendliche hinein gesteigerter Mensch gedacht.
Natur sei das Ganze, aus dem alles Leben auseinander hervorgehe, das Ganze habe eine zeitliche Folge, eine Entwicklung, so dass das Seiende in einen Zeitfluss gelange. Er sah in der Materie die Substanz des Werdens, aber eher weniger konkretisiert als etwa bei seinem Freund Paul Henri Thiry d’Holbach, obgleich seine Naturinterpretation wissenschaftlich-hypothetisch fundiert sein soll, war sie aber auch zugleich ein mit Gefühl und Phantasie besetzter Entwurf. Ein Entwurf, der im deutschsprachigen Raum in ähnlicher Weise von Johann Wolfgang von Goethe eingefordert wurde.

### Die Abschnitte I bis XV
Sowohl die Erläuterungen zu den einzelnen Abschnitten als auch die Angaben zu den Seitenzahlen werden sich im Folgenden auf die deutsche Übersetzung von Eckart Richter aus dem Jahre 1967 beziehen.
Im Abschnitt I umriss Diderot das Feld seiner Reflexionen.

„Über die Natur will ich hier schreiben.(...) S. 27“

und erläuterte gleich seine Vorgehensweise

„(...) die Gedanken in derselben Ordnung fließen lassen, in der die Gegenstände sich meiner Reflexion darbieten.(...) S. 27-28“

Im Abschnitt II und später in XII nahm er Bezug auf das wichtige Werk von Georges-Louis Leclerc de Buffon und Louis Jean-Marie Daubenton der „Allgemeine und spezielle Geschichte der Natur“, Histoire naturelle générale et particulière (1749) die ihn in seinen Ansichten beeinflussten. Im Abschnitt II führt er mit seiner grundlegenden Kritik an einer einzig mathematisch fundierten Wirklichkeitsbeschreibung fort. So habe eine ausschließlich mathematische Naturbeschreibung einen nur geringen Erkenntniswert. Es würde der Mathematiker, der versuchte die Fülle der Fakten der Natur oder Wirklichkeit in einem Netz von mathematischen Methoden und Begriffen zu überführen, sich eine Realität schaffen, die mehr einer allgemeinen Metaphysik ähnelte.
Im Abschnitt VII setzte er sich mit dem Problem der Begriffsbildung, den Fragen der Erkenntnisgewinnung durch Induktion bzw. Deduktion auseinander, er schrieb

„Solange die Dinge nur in unserem Verstand bestehen, sind sie unsere Anschauungen, das heißt Begriffe, die wahr oder falsch, anerkannt oder bestritten sein können. Beständigkeit gewinnen sie nur dadurch, daß sie in Verbindung mit den Dingen außer uns treten.Diese Verbindung erfolgt entweder durch eine ununterbrochene Kette von Erfahrungen – oder aber durch eine ununterbrochene Kette von Vernunftschlüssen, die einerseits an die Beobachtung und andererseits an die Erfahrung anknüpfen, oder endlich durch eine Kette von Erfahrungen, die in gewissen Abständen zwischen Vernunftschlüssen eingefügt sind, (...) S. 32“

In Abschnitt IX äußert er die Vermutung, dass die menschliche Reflexion noch nicht in der Lage sei zu verstehen,

„(...) wie streng die Gesetze der Erforschung der Wahrheit sind und wie begrenzt die Zahl unserer Mittel ist. Alles läuft darauf hinaus, daß wir von den Sinnen zur Reflexion und von der Reflexion zu den Sinnen zurückkommen müssen. (...) S. 33“

Diderot sieht in der Intuition und dem Analogiedenken wichtige Erkenntniswerkzeuge für das Naturverständnis. Er widerspricht einer rein empirischen Konzeption der Naturerklärung, insofern er die Notwendigkeit von Hypothesen im Sinne der Intuition, also der intuitiven Naturerkenntnis einerseits in Wechselwirkung mit der Beobachtung und dem Experiment andererseits, annimmt. Im Abschnitt XV schrieb er:

„Wir haben drei Hauptmittel: Naturbeobachtung, Reflexion und Experiment. Die Beobachtung sammelt die Tatsachen; die Reflexion kombiniert sie; das Experiment prüft das Ergebnis der Kombination. Die Naturbeobachtung muss unablässig, die Reflexion tief und das Experiment genau sein.(...) S. 27“

Im Aphorismus des Abschnitts XXIII unterscheidet Diderot eine philosophie rationelle, einer auf philosophischer Spekulation begründeter Hypothesenbildung von einer philosophie expérimentale, einer der empirischen Tatsachenforschung verpflichteten Methodologie. Hierzu bemühte er das Bild eines mit einer Augenbinde verblendeten tastenden und seine Umgebung entdeckenden Menschen.

„Wir haben zwei Arten der Philosophie unterschieden: experimentelle und rationale Philosophie. Die eine hat eine Binde vor den Augen, bewegt sich immer nur tastend vorwärts, ergreift alles, was ihr in die Hände kommt, und findet schließlich wertvolle Dinge. Die andere sammelt diese wertvollen Stoffe und versucht, sich aus ihnen eine Fackel zu bilden; doch hat ihr diese angebliche Fackel bisher weniger genützt als ihrer Rivalin das Tasten, und dies konnte gar nichts anders sein. (...) Die experimentelle Philosophie weiß nicht, was bei ihrer Arbeit herauskommen wird; aber sie arbeitet unablässig. Die rationale Philosophie dagegen erwägt die Möglichkeiten, entscheidet und hält plötzlich inne. Sie behauptet kühn: ‚Man kann das Licht nicht zerlegen.‘ Die experimentelle Philosophie hört zu und schweigt ihr gegenüber jahrhundertelang; dann zeigt sie ihr plötzlich das Prisma und sagt: ‚Das Licht ist zerlegbar.‘ S. 41“

In den Abschnitten XIV bis XXV kehrte er immer wieder die Bedeutung der Intuition und des Analogieschlusses für die Erkenntnis der Natur heraus. Anhand beider "Philosophien" zeigte er die Unzulänglichkeiten in den Methodologien auf, so sei der spekulative Ansatz der philosophie rationelle mit seinen für eine exakte Naturforschung irrelevanten Begriffsbildungen ebenso unbrauchbar, wie der Aktionismus eines unvorbereitetes, planlosen Experimentierens, manouvrier d’expérience. Erst der Naturforscher der die Fähigkeit in sich vereint, aus den Einzelbeobachtungen und dem intuitiven Begreifen größerer Zusammenhänge eine Gesamttheorie zu der entsprechenden Naturerscheinung zu konstruieren, sei hierzu in der Lage.

## Resümee
Für Diderot war Naturwissenschaft dadurch charakterisiert, dass sie nicht nach einem Warum fragen, sondern auf die Frage nach dem Wie eine Antwort finden sollte. Damit war Wissenschaft die Methode die verhinderte, dass sich Menschen in Täuschung und Selbsttäuschung, sei es durch sich selbst oder durch den anderen, auslieferten.

## Ausgaben

### Zeitgenössische
- Pensées l’interprétation de la nature. Amsterdam (?) 1754 (Online)
- Pensées sur l’interprétation de la nature. London 1770 (archive.org).

### Übersetzungen
- Denis Diderot: Zur Interpretation der Natur. Vorwort von Eckart Richter. Verlag Philipp Reclam jun., Leipzig (1967)
- Denis Diderot: Philosophische Schriften. Herausgegeben von Theodor Lücke. Verlag das europäische Buch, Berlin 1984, ISBN 3-88436-509-6, S. 417–471